# Thalamoporella winstonae
Thalamoporella winstonae är en mossdjursart som beskrevs av Soule, Soule och Chaney 1999. Thalamoporella winstonae ingår i släktet Thalamoporella och familjen Thalamoporellidae. Inga underarter finns listade i Catalogue of Life.